# SN 2010da
SN 2010da – fałszywa supernowa odkryta 23 maja 2010 roku w galaktyce spiralnej NGC 300. W momencie odkrycia miała maksymalną jasność 16,00m. Była to erupcja gwiazdy zmiennej typu eta Carinae.